# Дмитрієва Поляна
Дми́трієва Поля́на (рос. Дмитриева Поляна, башк. Дмитриева Поляна) — присілок у складі Шаранського району Башкортостану, Росія. Адміністративний центр Дмитрієво-Полянської сільської ради.
Населення — 545 осіб (2010; 634 у 2002).
Національний склад:
- башкири — 50 %